# Кабесейраш-де-Башту (парафія)
Кабесейраш-де-Башту (порт. Cabeceiras de Basto; МФА: [kɐ.bɨ.ˈsɐj.ɾɐʒ dɨ ˈbaʃ.tu]) — парафія в Португалії, у муніципалітеті Кабесейраш-де-Башту. Розташована в північно-західній частині країни, на теренах історичної португальської провінції Дору-Міню. Входить до складу округу Брага. За адміністративним поділом, чинним до 1976 року, терени парафії були складовою провінції Міню. Належить до Бразької архідіоцезії Католицької церкви. Патрон — святий Миколай. Площа — 24,5224 км². Населення — 711 ос. (2011). Слабо урбанізований регіон. Густота населення — 28,99 осіб/км²
. Код — 030406.

## Населення
| Кількість мешканців | Кількість мешканців | Кількість мешканців | Кількість мешканців | Кількість мешканців | Кількість мешканців | Кількість мешканців | Кількість мешканців | Кількість мешканців | Кількість мешканців | Кількість мешканців | Кількість мешканців | Кількість мешканців | Кількість мешканців | Кількість мешканців |
| ------------------- | ------------------- | ------------------- | ------------------- | ------------------- | ------------------- | ------------------- | ------------------- | ------------------- | ------------------- | ------------------- | ------------------- | ------------------- | ------------------- | ------------------- |
| 1864                | 1878                | 1890                | 1900                | 1911                | 1920                | 1930                | 1940                | 1950                | 1960                | 1970                | 1981                | 1991                | 2001                | 2011                |
| 1 137               | 1 173               | 1 157               | 1 266               | 1 384               | 1 325               | 1 436               | 1 738               | 1 793               | 1 730               | 1 362               | 1 259               | 1 046               | 868                 | 711                 |